# Olga Kamychleeva

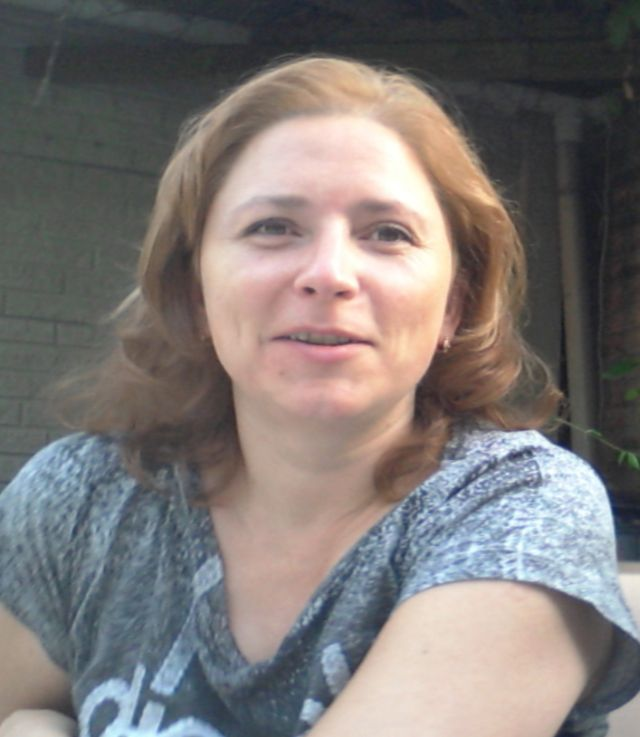
Olga Kamychleeva in 2012

Olga Alijaksandraoena Kamychleeva (Kamychleeva) (Wit-Russisch: Вольга Аляксандраўна Камышлеева) (Minsk, 21 april 1973) is een damster die in 1996 van Wit-Rusland naar Nederland emigreerde om daar samen te wonen met de dammer Brion Koullen. Zij bezit de titels Internationaal Grootmeester en Nationaal Meester bij de vrouwen en FMJD-meester.
Haar grootste successen behaalde ze in 2003. Ze werd in dat jaar eerst ongeslagen Nederlands kampioene bij de vrouwen in Brummen met 8 overwinningen en 1 remise. Na een week rust begon ze aan het toernooi om de wereldtitel bij de vrouwen in Zoutelande. Ze wist de titel te veroveren door onder andere haar directe concurrentes Zoja Goloebjeva, Tamara Tansykkoezjina en Olga Baltazji te verslaan.
Het jaar erop brak gebrek aan wedstrijdritme haar op toen ze in het Russische Oefa de titel moest verdedigen tegen haar voorganger, de fullprof Tansykkoezjina. Ze won wel de eerste set van vier partijen, maar verloor de volgende twee sets.
In 2015 nam Kamychleeva opnieuw deel aan het WK dammen voor vrouwen, in Wuhan (China). Ze draaide in de top mee en was na de 15e en laatste ronde als enige deelnemer nog ongeslagen. Volgens de gewone puntentelling deelde ze de eerste plaats met haar concurrenten Zoja Goloebjeva en Natalia Sadowska, die eveneens 20 punten scoorden, maar omdat Kamychleeva één winstpartij minder had dan de beide anderen, greep ze toch nog net naast de titel en kwam ze op de derde plaats in de eindstand.